# Decoglurante
Decoglurante (DCI; codinomes: RG1578 e RO4995819) é um modulador alostérico negativo dos receptores mGlu2 e mGlu3 que estava em desenvolvimento pela Roche para o tratamento adjuvante do transtorno depressivo maior. O decoglurante alcançou os ensaios clínicos de fase II, mas foi finalmente descontinuado do desenvolvimento devido à baixa eficácia do fármaco.